# Уралсиб (банк)
ПАО «Банк Уралсиб» (Публичное акционерное общество «Банк Уралсиб») — российский коммерческий банк. В 2020 году входил в топ-20 банков РФ по размеру активов (рэнкинг рейтингового агентства Эксперт РА), в 2021 году — в топ-25 крупнейших банков страны по расчётам агрегатора Банки.ру. Штаб-квартира расположена в Москве и Уфе.
Проходил санацию с 4 ноября 2015 года, с апреля 2020 года — под контролем Людмилы Коган (владелец 81,81 % акций банка), расходы государства на финансовое оздоровление «Уралсиба» оценивались в 81 млрд рублей. Полученный от Агентства по страхованию вкладов кредит в 14 млрд руб. банк «Уралсиб» погасил досрочно в августе 2020 года. В феврале 2024 года Банк России сообщил о досрочном завершении процедуры оздоровления «Уралсиба». По мнению регулятора, банкротство банку больше не грозит, устойчивое финансовое положение восстановлено.
24 февраля 2023 года, из-за вторжения России на Украину, банк внесён в санкционный список США, Австралии, Канады и Великобритании и отключён от SWIFT.

## История

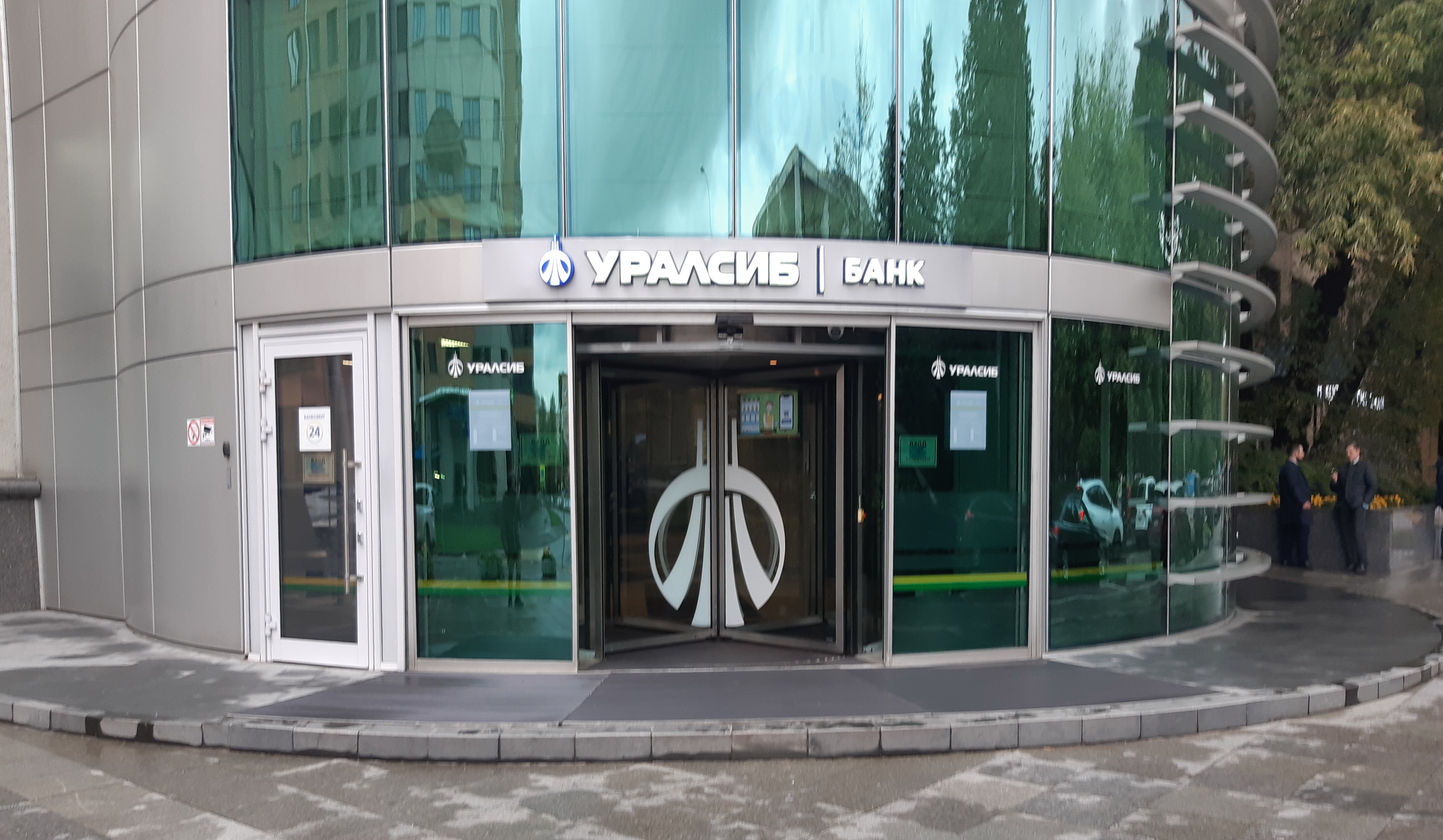
Вход в центральный офис, пересечение улиц Трубецкой и Ефремова, Москва

Свою историю банк ведет с 6 декабря 1988 года, с момента образования «Автобанка», старейшего из банков, вошедших в ходе M&A в состав современного «Уралсиба». А в 1993 году в республике Башкортостан был создан Республиканский инвестиционно-кредитный банк «Башкредитбанк», переименованный в конце 2001 года в ОАО «Урало-Сибирский Банк».
Позже, в результате консолидации банковского бизнеса, на разных этапах развития под единым брендом «Уралсиб» были объединены более десяти российских финансовых организаций: ОАО АКБ «Автобанк-Никойл», КБ «Брянский народный банк» (ОАО), АБ «ИБГ Никойл» (ОАО), ОАО АКБ «Кузбассугольбанк», ОАО «УралСиб», ОАО «АКБ Уралсиб-Юг БАНК», ОАО «АКБ Стройвестбанк» (и входящие в него региональные банки). Проект объединения банковского бизнеса по своим масштабам и числу кредитных организаций стал беспрецедентным как для России, так и стран Восточной Европы.
После объединения «Уралсиб» стал одним из крупнейших банков России, войдя в Топ-10 банков по размеру собственного капитала, бренд «Уралсиб» попал в пятерку самых узнаваемых российских банковских брендов.
В течение длительного периода банк являлся основным активом финансовой корпорации «Уралсиб».
В ноябре 2015 года банкир, глава группы «Нефтегазиндустрия» Владимир Коган заключил соглашение с основным акционером «Уралсиба» Николаем Цветковым о приобретении 81,81 % акций банка.
Тогда же совет директоров Банка России утвердил план участия государственной корпорации «Агентство по страхованию вкладов» в реализации мероприятий по финансовому оздоровлению ПАО «Банк Уралсиб». Банку были предоставлены средства в виде займов на сумму 14 млрд рублей сроком на 6 лет и на сумму 67 млрд рублей сроком на 10 лет. В качестве инвестора по указанному плану мероприятий был утвержден Владимир Коган.
К середине 2017 года под брендом «Уралсиб» были консолидированы активы банка «Уралсиб», БФА-банка и Башпромбанка.
В 2019 году банк продаёт управляющую компанию УК «Уралсиб» финансовой группе БКС.
После смерти Владимира Когана, наследником и ключевым акционером банка «Уралсиб» (81,81 % акций) с 23 декабря 2019 года является Людмила Коган. В апреле 2020 года Банк России утвердил Людмилу Коган в качестве инвестора в рамках плана мероприятий «Агентства по страхованию вкладов» по финансовому оздоровлению ПАО «Банк Уралсиб».
В 2021 году банк присоединил свою лизинговую дочернюю компанию «Уралсиб лизинг».

## Деятельность

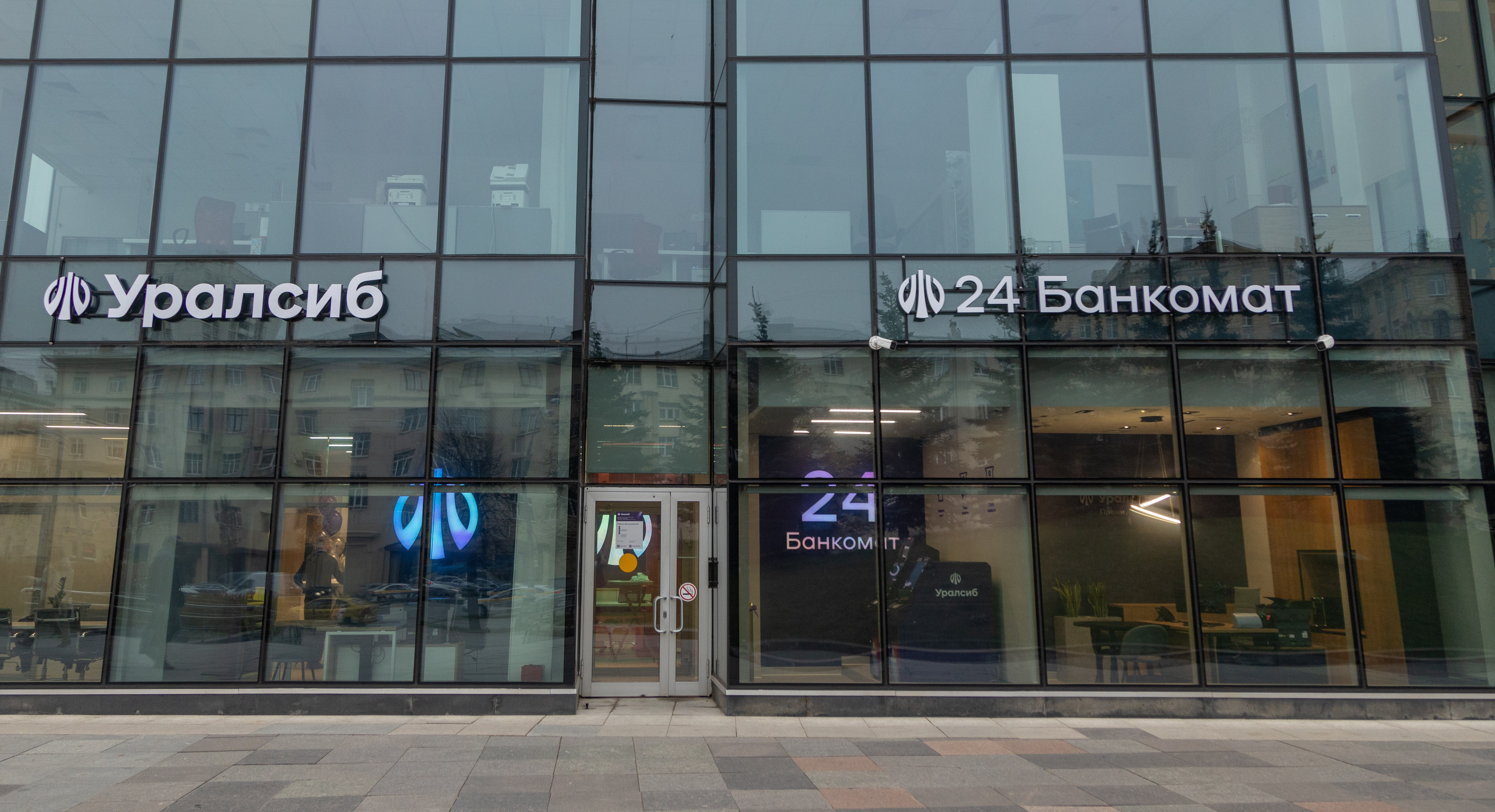
Отделение банка "Метрополис" по адресу: Москва, Ленинградское шоссе, д.16А, стр.1.

ПАО «Банк Уралсиб» — российский универсальный банк с развитой филиальной сетью. Центральный офис расположен в Москве. Региональная сеть банка на ноябрь 2021 года включала 6 филиалов, 144 дополнительных офисов и 98 операционных касс.
Основными направлениями деятельности являются розничный, корпоративный и инвестиционно-банковский бизнес.
Банк «Уралсиб» имеет статус принципиального участника (Principal Member) международных платежных систем Visa, Mastercard, American Express, Union Pay и российской платежной системы «Мир». Банк «Уралсиб» выполняет функцию третьестороннего процессингового центра ПС «Мир». К середине августа 2020 года банк «Уралсиб» стал спонсором 52 российских банков в системах Visa, Masterсard и «Мир». «Уралсиб» обеспечивает порядка 15 % рынка эквайринговых услуг в России. Банк является создателем и оператором объединённой банкоматной сети ATLAS, организованной на собственных технологических возможностях, в которую входят банкоматы «Уралсиба» и банков-партнеров.
В мае 2022 года аудитор банка (компания KPMG) отметил, что в отчётности банка указан заниженный объём резервов и их размер следует увеличить.
В декабре 2022 года «Уралсиб» приобрёл у АО КБ «Ситибанк» портфель потребительских кредитов без залогового обеспечения, а мае 2023 года закрыл сделку по приобретению у того же банка портфеля кредитных карт.
В феврале 2024 года Агентство по страхованию вкладов привлекло «Уралсиб» в качестве банка-агента по выплатам вкладчикам закрытого Киви Банка. АСВ оценивает размер страховых выплат в 4,3 млрд руб.

## Рейтинги и рэнкинги
Банку присвоены рейтинги международных и национальных рейтинговых агентств:
- АКРА — в июле 2018 года присвоен рейтинг «BBB-(RU)» (подтверждён в 2019 и 2020 годах), в июле 2021 повышен до «BBB(RU)» (подтверждён в 2022 году), в июне 2023 повышен до «BBB+(RU)», в июне 2024 до «A-(RU)». Прогноз по всем этим рейтинговым оценкам — «стабильный».[42];
- «Эксперт РА» — присвоило в 2023 году ПАО «БАНК УРАЛСИБ» рейтинговую оценку ruA- с позитивным прогнозом, в 2024 рейтинг был подтверждён[43].
- Национальные кредитные рейтинги (НКР) — в феврале 2020 года присвоен рейтинг «BBB+», прогноз — «стабильный». В 2021 году рейтинг подтверждён с прогнозом «позитивный». В августе 2021 года рейтинг повышен до «А-.ru», прогноз — «позитивный», в июле 2022 года рейтинг подтверждён с прогнозом «позитивный». В июле 2023 года рейтинг повышен до «A.ru», прогноз — «стабильный»[44];
- Fitch Ratings — «BВ-», прогноз — «стабильный» (ноябрь 2021)[45][46]. В марте 2022 года рейтинг был дважды снижен, а 29 марта был отозван вместе с рейтингами всех остальных российских банков[47];
- Moody’s Investors Service — «B1», прогноз — «стабильный» (октябрь 2021)[48][49]. В марте 2022 года рейтинг был дважды снижен, а 31 марта был отозван вместе с рейтингами всех остальных российских банков[50].

На 1 января 2022 года банк «Уралсиб» входил в следующие рэнкинги агрегатора «Банки.ру»:
- топ-25 банков по активам[51];
- топ-20 банков по чистой прибыли[51];
- топ-15 банков по объёму розничного портфеля[51];
- топ-30 банков по объёму корпоративного портфеля[51].

В декабре 2021 года портал «Банки.ру» опубликовал рэнкинг лучших потребительских кредитов, в котором кредитный продукт «Стандартный без подтверждения дохода» банка «Уралсиб» занял четвёртую позицию.
В конце 2021 года газета «Коммерсантъ» опубликовала рэнкинг самых рентабельных российских банков по итогам трёх кварталов 2021 (по отношению прибыли к среднему объёму капитала). Банк «Уралсиб» занял в нём третью позицию с показателем 21,06 %.

## Признание
2021
- лауреат премии «Лучшие в России — компании и персоны года» в номинации «Медийный банк»[54].
- лауреат Национальной банковской премии в номинации «Банк, который ценит своих сотрудников»[55].